# Dankmarshausen
Dankmarshausen là một đô thị trong huyện Wartburg ở bang Thüringen, Đức. Đô thị này có diện tích 11,19 km².